# Rising Star (Texas)
Pour les articles homonymes, voir Rising Star.
Rising Star est une ville située au sud du comté d'Eastland, au Texas, aux États-Unis,.

## Démographie
Lors du recensement de 2010, la ville comptait une population de 835 habitants. Elle est également estimée, en 2016, à 833 habitants.

### Source de la traduction
- (en) Cet article est partiellement ou en totalité issu de l’article de Wikipédia en anglais intitulé « Rising Star, Texas » (voir la liste des auteurs).